# Kpinnou
Kpinnou est l'un des cinq arrondissements de la commune de Athiémé dans le département du Mono au Bénin.

## Géographie
Kpinnou est situé au sud-ouest du Bénin et compte 8 villages que sont Avedji, Azonlihoue, Bocohoue, Condji Agnanme, Don Agbodougbe, Don Condji, Hahame et Kpinnou.

## Démographie
Selon le recensement de la population de 2013 conduit par l'Institut national de la statistique et de l'analyse économique (INSAE), Kpinnou compte 8 771 habitants  .